# James Wendell
James Wendell, född 3 september 1890 i Schenectady i New York, död 22 november 1958 i Philadelphia i Pennsylvania, var en amerikansk friidrottare.
Wendell blev olympisk silvermedaljör på 110 meter häck vid sommarspelen 1912 i Stockholm.